# Macià Bonafè
Macià Bonafé (Barcelona, segle XV), fou un tallista en fusta del gòtic català que va construir bona part dels retaules i cadirams de cor a Catalunya a mitjan segle xv.
Durant els anys 1434 a 1436 va treballar al cadirat de Santa Maria del Mar de Barcelona, juntament amb un escultor estranger, Enric de Birbar. A partir de 1430 va començar el cor de l'església de Santa Maria de Manresa, junt amb l'escultor de Tarragona Pere Llagostera, a partir de 1438. Totes dues obres varen ser destruïdes el 1714.
Va realitzar el cor de la Seu de Vic, com també el llegender i la trona. Posteriorment va rebre la comanda per a fer el cor de la catedral de Barcelona on treballarà a partir de 1450. Probablement, tot i no documentat, fou l'autor del cor de l'església del Pi, de Barcelona. Es tracta d'obres amb talles molt treballades, atapeïdes de decoració floral i de complicades reproduccions arquitectòniques.
En el mateix període va treballar al retaule de l'altar major de Santa Maria del Mar, el de la capella dels Freners de la catedral de Barcelona, i el retaule de Sant Agustí per a l'altar major del convent de Sant Agustí Vell encarregat pel gremi dels Blanquers. Aquests dos darrers, avui perduts, contenien taules de Jaume Huguet de les que encara es conserva alguna.